# Дезотель, Гильом
Гильом Дезотель (фр. Guillaume Des Autels; 1529, Бургундия — 1581) — французский поэт и полемист. Представитель лионской поэтической школы. Активный член Плеяды, поэтического объединения во Франции XVI века, которое возглавлял Пьер де Ронсар.

## Биография
Изучал литературу, философию и право в университете Валанса, часть юности провёл в Роман-сюр-Изере, в Дофине.
Член объединения поэтов «Плеяда». Кроме него, в группу входили Пьер де Ронсар, Жоашен Дю Белле, Жак Пелетье дю Манс, Жан де Лаперюз, Жан Антуан де Баиф, Понтюс де Тиар, Этьен Жодель и др.
Известен тем, что оказал заметное влияние на литературную жизнь своего времени. Выступал за использование французского языка в поэзии. Писал стихи на общеупотребительном французском языке (а не латыни), в то же время отстаивал использование старофранцузского в прозе и поэзии и был противником замены его современной ему орфографией.
Участвовал в спорах по вопросам реформы правописания. Вместе с другими членами «Плеяды» предлагал французской поэзии не революционный, а эволюционный путь развития.
Гийом Дезотель выступал в защиту «добрых предков отечественной поэзии». Полагал, что введение новых поэтических жанров — оды, сонета, сатиры, элегии и других, не противоречит развитию старых жанровых форм, ибо ода вполне соотносима с эпиграммой, сатира — с кок-а-ланом, элегия — с ле.

## Творчество
Автор произведения гражданской лирики, сонетов в стиле Петрарки, которые включал в сборники эпиграмм.
В творчестве мастерски использовал латинский и греческий языки.
Писал в манере Франсуа Рабле и Пьера де Ронсара.
Опубликовал работы, в основном, в Лионе , Париже, Антверпене и Руане.
Использовал псевдонимы Glaumalis du Vezelet, G. Tesbault и Terhault, а также латинскую форму своего имени («Altario»).

## Избранные произведения
- Traite Touchant L’Ancienne Ecriture de la Langue Francaise et de la Poesie, Contre L’Ortographie des Meygretistes. Lyon, 1548
- Le Mois de Mai, par Guillaume Des Autels, Charrolais. Lyon, 1550
- Repos de Grand Travail. Lyon, 1550
- Replique de Guillaume Des Autelz, aux Furieuses Defenses de Louis Meigret. Avec le Suite de Repos. Lyon, 1551
- Amoureux Repos de Guillaume des Autelz, Gentilhomme Charrolais. Lyon, 1553
- Recreation des Tristes. Lyon
- Histoire D’Herodiade. 1554
- La Paix Venue du Ciel with le Tombeau de L’Empereur Charles V Cesar, etc. Antwerp, 1559
- Encomium Galliae Belgicae. Guillaume Altario Carolate Antwerp, 1559
- Remonstrance au People Francoys' — etc. Paris, 1559
- Repos de Plus Grand Travail of 1550 was reprinted in 1560 at Lyon
- Deliciae Poetarum Gallorum Hujus Superiorieque Avi Illustrum, 1560
- Le Premiere Livre de Vers de Marc-Claude de Busset. 1561
- Mitistoire Barragouyne de Fanfreluche et Gaudichon — etc. Lyon, 1574 (или 1576)
- Gelodacyre Amoureuse, Contenant Plusiers Aubades, Chansons Gaillardes, Pavanes. 1576
- La Recreation et Passetemps des Tristes — etc. Rouen, (1595 (и 1597)